# Cristo Romero
Pour les articles homonymes, voir Romero.
Cristo Romero, né le 30 avril 2000 à Algésiras en Espagne, est un footballeur espagnol qui évolue au poste d'arrière gauche au CF Intercity.

## Biographie

### Málaga CF
Né à Algésiras en Espagne, Cristo Romero est formé par le Málaga CF. C'est avec ce club qu'il joue son premier match en professionnel, le 12 octobre 2019, à l'occasion d'un match de deuxième division espagnole contre le Cádiz CF. Il est titularisé et son équipe s'incline par deux buts à un,.
Le 17 août 2020, il prolonge son contrat jusqu'en juin 2023.

### Real Sociedad
Le 8 août 2021, Cristo Romero est prêté pour une saison avec option d'achat à la Real Sociedad.
Le 26 septembre 2021, l'entraîneur Imanol Alguacil lui donne sa chance en équipe première, en le faisant entrer en jeu à la place d'Aihen Muñoz contre l'Elche CF, lors d'un match de Liga. La rencontre se solde par la victoire de la Real Sociedad sur le score de un but à zéro.